# Arhiducele Leopold Ludwig de Austria
Arhiducele Leopold Ludwig de Austria (germană Leopold Ludwig Maria Franz Julius Estorgius Gerhard Erzherzog von Ósterreich; 6 iunie 1823 - d. 24 mai 1898) a fost general și amiral austriac care a servit  ca Oberkommandant der Marine ('Înalt Comandant al Marinei') din 1864 până în 1868.

## Biografie
Leopold Ludwig a fost fiul cel mare al Arhiducelui Rainer Joseph de Austria (1783–1853) și al Prințesei Elisabeta de Savoia (1800–1856) și nepot al împăratului Leopold al II-lea. Leopold Ludwig s-a născut în 1823 la Milano, unde tatăl său a fost vicerege al regiunii Lombardia-Veneția din 1818 până în 1848. Un frate mai mic, Arhiducele Rainer Ferdinand (1827–1913), a servit ca ministru președinte austriac din 1859 până în 1861. Leopold a mers pe urmele tatălui său și a urmat o carieră militară devenind general locotenent (Feldmarschall-leutnant) în armata austriacă.

## Arbore genealogic
1. 1 2 3  Leopold, Erzherzog von Oesterreich, Biographisches Jahrbuch und Deutscher Nekrolog, p. 212-214, accesat în 25 aprilie 2023